# Арси (провинция)
Арси е провинция в Етиопия със столица Асела. Провинцията е превърната в зона на региона Оромия през 1995. Това се налага заради новата конституция от 1995.
Провинцията и зоната дължат имената си на субгрупата на Оромо (етническа група), които обитават Арси и Бале.